# Glutatió peroxidasa
La glutatió peroxidasa (PDB 1GP1) és el nom genèric d'una família d'enzims amb activitat peroxidasa que, com a principal rol biològic, tenen la funció de protegir els organismes del dany oxidatiu. Bioquímicament, la glutatió peroxidasa s'encarrega de reduir lípids oxidats i molècules lliures de peròxid d'hidrogen als corresponents alcohols i aigua, respectivament. Hi ha molts isozims codificats per diferents gens els quals es diferencien, bàsicament, per la seva situació dins la cèl·lula i per la diferent especificitat de substrat. La més abundant és la Glutatió peroxidasa 1 (GPX1), present en el citoplasma de la majoria de teixits de mamífers, el substrat de la qual és el peròxid d'hidrogen.
La reacció típica de l'enzim és:
2GSH + H₂O₂ → GSSG + 2H₂O,
on, GSH representa un monòmer reduït de l'enzim i GSSG dos monòmers oxidats. Després de la reacció, la glutatió reductasa s'encarrega de reduir l'enzim perquè pugui tornar a començar el cicle:
GSSG + NADPH + H+ → 2 GSH + NADP+.
La glutatió peroxidasa és una glicoproteïna tetramèrica que conté quatre residus de selenocisteïna, estem parlant, doncs, d'una selenoproteïna.